# Olympische Sommerspiele 1912/Schießen – Schnellfeuerpistole (Männer)
Der Schießwettkampf mit der Duellpistole der Männer bei den Olympischen Spielen 1912 in Stockholm wurde am 29. August auf der Kaknäs skjutbanor ausgetragen. Später wurde der Wettkampf von der ISSF als 25 m Schnellfeuerpistolen-Wettkampf standardisiert.
Geschossen wurde über eine Distanz von 30 Metern. Jeder Schütze gab 30 Schuss unterteilt in 6 Serien à 5 Schuss ab.
In einem Stechen um Bronze unterlag der US-Amerikaner John Dietz dem Schweden Johan Hübner von Holst.

## Ergebnisse
| Rang | Athlet                     | Nation             | Treffer | Punkte |
| ---- | -------------------------- | ------------------ | ------- | ------ |
| 1    | Alfred Lane                | Vereinigte Staaten | 30      | 287    |
| 2    | Paul Palén                 | Schweden           | 30      | 286    |
| 3    | Johan Hübner von Holst     | Schweden           | 30      | 283    |
| 4    | John Dietz                 | Vereinigte Staaten | 30      | 283    |
| 5    | Ivan Törnmarck             | Schweden           | 30      | 280    |
| 6    | Eric Carlberg              | Schweden           | 30      | 278    |
| 7    | Georg de Laval             | Schweden           | 30      | 277    |
| 8    | Walter Winans              | Vereinigte Staaten | 30      | 276    |
| 9    | Sándor Török               | Ungarn             | 30      | 275    |
| 10   | Hans Roedder               | Vereinigte Staaten | 30      | 275    |
| 11   | Gustaf Boivie              | Schweden           | 30      | 272    |
| 12   | Edmond Sandoz              | Frankreich         | 30      | 272    |
| 13   | Patrik de Laval            | Schweden           | 30      | 268    |
| 14   | Heorhij Pantelejmonow      | Russland           | 30      | 265    |
| 15   | Vilhelm Carlberg           | Schweden           | 29      | 274    |
| 16   | Peter Dolfen               | Vereinigte Staaten | 29      | 274    |
| 17   | Erik Boström               | Schweden           | 29      | 274    |
| 18   | Franz-Albert Schartau      | Schweden           | 29      | 270    |
| 19   | Reginald Sayre             | Vereinigte Staaten | 29      | 268    |
| 20   | Adolf Schmal               | Österreich         | 29      | 267    |
| 21   | Henry Sears                | Vereinigte Staaten | 29      | 266    |
| 22   | Mykola Melnyzkyj           | Russland           | 29      | 264    |
| 23   | Ioannis Theofilakis        | Griechenland       | 29      | 263    |
| 24   | Pawel Woiloschnikow        | Russland           | 29      | 260    |
| 25   | Félix Alegría              | Chile              | 29      | 259    |
| 26   | Georges de Crequi-Montfort | Frankreich         | 28      | 263    |
| 27   | Konstantinos Skarlatos     | Griechenland       | 28      | 261    |
| 28   | Amos Kasch                 | Russland           | 28      | 260    |
| 29   | Frangiskos Mavrommatis     | Griechenland       | 28      | 258    |
| 30   | Axel Gyllenkrok            | Schweden           | 28      | 255    |
| 31   | Maurice Fauré              | Frankreich         | 28      | 250    |
| 32   | Grigori Shesterikov        | Russland           | 28      | 250    |
| 33   | Alexandros Theofilakis     | Griechenland       | 27      | 242    |
| 34   | Nikolaos Levidis           | Griechenland       | 27      | 231    |
| 35   | Anastasios Metaxas         | Griechenland       | 26      | 232    |
| 36   | Charles de Jaubert         | Frankreich         | 26      | 229    |
| 37   | Hugo Cederschiöld          | Schweden           | 26      | 225    |
| 38   | Harald Ekwall              | Chile              | 25      | 217    |
| 39   | Georg Meyer                | Deutsches Reich    | 25      | 207    |
| 40   | Edmond Bernhardt           | Österreich         | 25      | 194    |
| 41   | William McClure            | Großbritannien     | 23      | 180    |
| 42   | Henri de Castex            | Frankreich         | 17      | 140    |